# NGC 1226
NGC 1226 (również PGC 11879 lub UGC 2575) – galaktyka eliptyczna (E), znajdująca się w gwiazdozbiorze Perseusza.
Odkrył ją Édouard Jean-Marie Stephan 6 grudnia 1879 roku. Według nowszych ustaleń NGC 1226 jest być może obiektem NGC 832 zaobserwowanym przez Heinricha Louisa d’Arresta 17 września 1865 roku, z pozycją odnotowaną przez niego z błędem rektascensji wielkości jednej godziny; oznaczałoby to wówczas, że to d’Arrest jako pierwszy zaobserwował tę  galaktykę.